# Erik Quistgaard
Erik Quistgaard (3. juni 1921 i København − 11. februar 2013 i Valbonne, Frankrig) var generaldirektør for Den Europæiske Rumorganisation (ESA) fra 1980 til 1984.
Som ESAs øverste leder stod han for tidlige stadier af Ariane-rakettens udvikling, for Spacelabs mange bidrag til rumfart og rumforskning, herunder den første opsendelse af en ESA-astronaut. Inden sin tiltræden ved ESA havde han 1972-1979 været administrerende direktør for Odense Staalskibsværft.
Quistgaard var cand. polyt. 1945 fra Danmarks Tekniske Højskole. I 1948-51 arbejdede han som ingeniør ved Chrysler i Detroit, USA, hvorefter han rejste til Göteborg for at arbejde ved Volvo. Han blev her chef for lastbilproduktionen i 1956, direktør og chef for personvognsfabrikken i 1965, inden han 1969-1972 var chef for Volvokoncernens bilproduktion.
Quistgaard modtog i 1984 NASAs Distinguished Public Service Medal.